# Brion, Ain

Brion este o comună în departamentul Ain din estul Franței.